# Thaumatophyllum spruceanum
Thaumatophyllum spruceanum (syn. Philodendron goeldii) ou cipó-ambé é uma espécie de planta da família das Araceae, utilizada pelos povos indígenas de Rondônia para amarrar flechas. É nativo da América do Sul, especialmente no Brasil.